# Tethys occidentalis
Tethys occidentalis is een slakkensoort uit de familie van de Tethydidae. De wetenschappelijke naam van de soort is voor het eerst geldig gepubliceerd in 1936 door Odhner.